# 中国制图学

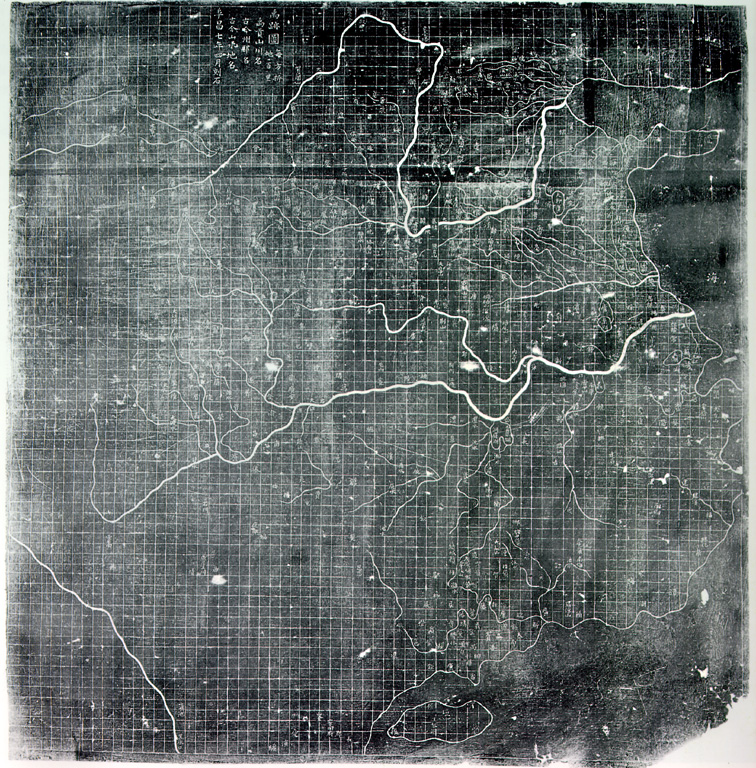
禹迹图，或禹公足迹图，于1137年刻石，位于中国陕西省西安市的碑林中。该图采用“计里画方”的绘制方法，横方七十一，竖方七十三，全图总共有五千一百一十三个边长为1厘米的方格。每方折地百里，换算成比例尺相当于1：500万。图中河流的位置、走向以及海岸轮廓线与现代实测编绘地图非常接近。雕刻的背面是另一幅地图《华夷图》。

中国制图学始于公元前5世纪的战国时期。随着汉朝的扩张，其制图范围超出了中国的边界。到11世纪的宋朝，就有绘制在网格上的高精度地图问世。在15世纪，明朝航海家郑和进行了一系列南海、印度洋及更远地区的航行，并制作了中国以外地区的地图，尽管早在唐朝就出现了中国本土以外的世界地图。
中国的地理研究始于战国时期。随着汉朝的壮大，它的范围扩大到中国本土之外，随着汉代发明的四大发明之一的指南针逐渐盛行，从宋代、元代、明代和清代开始将其用于地理研究。郑和作为中国历史上最著名的航海家之一，以他的一次远洋航海而闻名。

## 地图的传说
中国古代有一个传说叫河伯献图，意为“河伯向大禹传授黄河河图”。在夏朝，一位河神送给大禹一块石头，上面刻有记录黄河水情的河图，大禹使用地图治理了黄河。
总的来说，中国早期制图学的发展经历了三个阶段：原始地图、古典地图和勘测地图。原始地图是简易的地图，仍然沉浸在神话和传说中。直到汉代，古典地图才开始出现。

## 最早在历史文献中提及地图
中国历史上最早提及地图的文献追溯至《史记》卷86中。《史记·燕召公世家》中记载：太子丹阴养壮士二十人,使荆轲献督亢地图於秦,因袭刺秦王。太子丹派荆轲去刺杀秦王，以阻止秦灭燕。荆轲冒充燕国使者，说要献给秦王一幅督亢图，并将燕国的肥沃之地割让给秦国，以换取两国和平。地图被卷起来装在木匣里，里面藏着一把涂毒的匕首。 荆轲一边把地图给大王看，一边慢慢展开地图，直到匕首露出来，然后左手拉住秦王政的袖子，右手把匕首向秦王政胸口直扎过去。秦王猛然醒悟，急忙拔剑，转身斩断荆轲左腿，荆轲倒在地上，把匕首朝秦王扔去，但没射中。就这样，荆轲被涌上的卫兵杀死了。从那时起，中国的历史文献中就经常提到地图。 

## 早期幸存者

禹迹图

幸存下来的有中国以外地区的地图最早为宋朝（960-1279）所作。公元 1137 年刻在石头上的地图显示了中国的 500 个定居点和十多条河流，包括朝鲜和越南的大部分地区。 

## 秦代地图

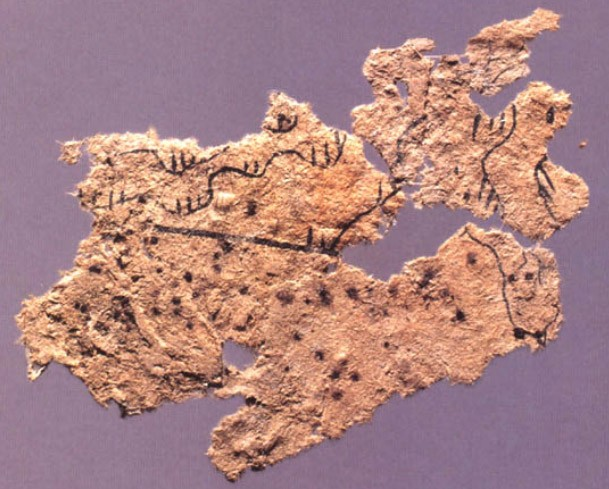
放马滩5号墓纸质地图残片

1986年，在甘肃省放马滩一号战国秦墓中发现了七幅地图。这些地图是用黑墨绘制在四块长方形的松木上，长为26.7厘米，宽度在 15 到 18.1 厘米之间，描绘了四川省嘉陵江的支流水系。七张地图覆盖的区域相互重叠，但总共覆盖了107×68公里。 
除放马滩一号墓出土的七幅木版地图外，还有一张纸质地图残片（5.6×2.6 cm)于1986年在放马滩5号墓墓主胸前发现。这座墓可追溯到西汉早期，因此地图可追溯到公元前 2 世纪初。该地图显示了山脉、水道和道路等地形特征，据信涵盖了战国时期的秦国。  

## 汉代地图
关于中国制图的确实证据最早可追溯到西汉时期。在湖南长沙的马王堆汉墓中发掘出了三幅纺织地图，记载了湖南省南部潇水流域的地形，以及江华县沱江流域（今属永州市）。